# Gezoneerde stekelzwam
De gezoneerde stekelzwam (Hydnellum concrescens) is een schimmel behorend tot de familie Bankeraceae. Hij komt voor op zand en humusarme gronden en vormt ectomycorrhiza met loofbomen, vooral eiken en beuken in wegbermen.

## Kenmerken

### Uiterlijke kenmerken
De gezoneerde stekelzwam heeft een overwegend bruine trechtervormige hoed, die tussen 2 en 7 cm in diameter is. Vaak vergroeien dicht op elkaar staande vruchtlichamen tot bijna platte plakkaten met meerdere stelen, maar soms staan ze ook dakpansgewijs boven elkaar. Het oppervlak is onregelmatig met knobbels of schubben in het midden en radiair lopende ribbels. Er zijn concentrische bruinig getinte kleurzones aan de randzijde van de grove hoedbedekking. Snel groeiende exemplaren hebben een witte groeirand. De gestekelde onderkant van de hoed loopt taps toe tot aan de bruine steel. Deze is tot 4 cm lang en 5-20 mm dik, cilindrisch van vorm en met een knollige basis. Het vlees van de zwam is gekleurd zoals de hoed en kurkachtig taai, geur en smaak zijn melig.
De sporen worden geproduceerd op tot 4 mm lange dunne stekels aan de onderkant van de hoed. Jong zijn deze roze en later bruin gekleurd. De sporenprint is bruin. 

### Microscopische kenmerken
De sporen zijn bolvormig of onregelmatig en meten 4 tot 7 μm.

## Verspreiding
De gezoneerde stekelzwam komt voor in Noord- en Midden-Amerika, Europa, Azië en Australië. Hij staat op de lijsten van bedreigde soorten in Polen, Zwitserland, Duitsland, Denemarken, Engeland, Noorwegen en Slowakije.
In Nederland komt de gezoneerde stekelzwam algemeen voor maar is in België zeldzaam. Hij staat op de rode lijst in de categorie 'kwetsbaar'.

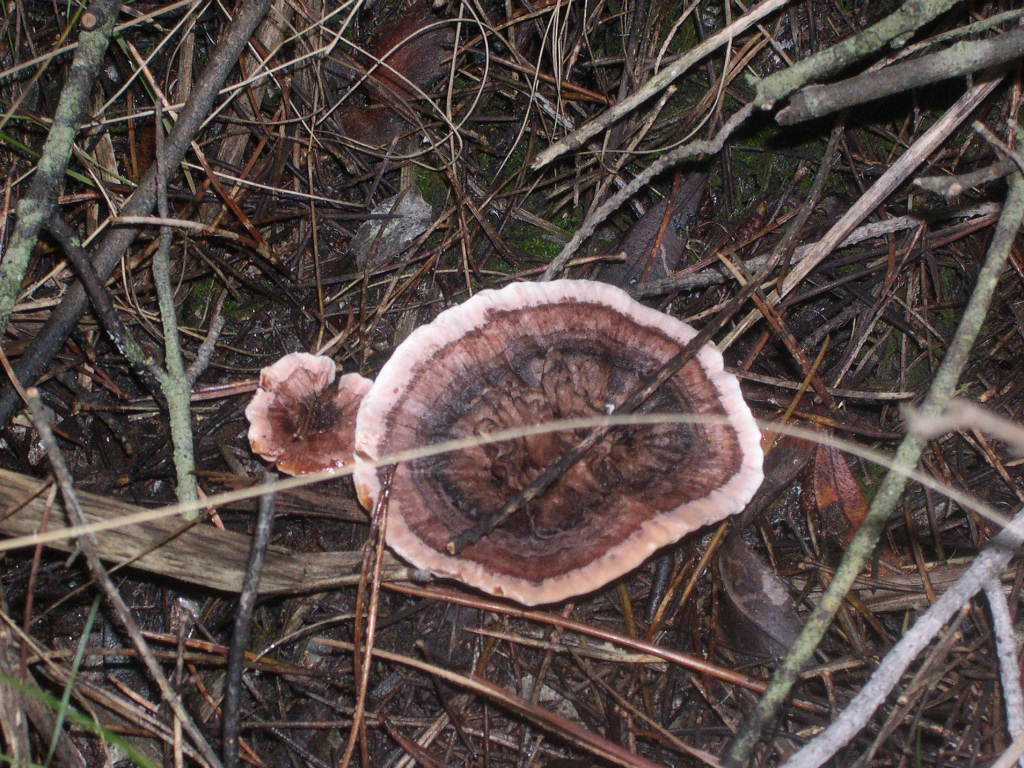
Sterk gezoneerd exemplaar